# Cladocarpus compressus
Cladocarpus compressus är en nässeldjursart som beskrevs av Fewkes 1881. Cladocarpus compressus ingår i släktet Cladocarpus och familjen Aglaopheniidae. Inga underarter finns listade i Catalogue of Life.